# Odontopera prolita
Odontopera prolita là một loài bướm đêm trong họ Geometridae.